# Land- und Stadtgericht Bromberg
Das Land- und Stadtgericht Bromberg war von 1834 bis 1849 ein preußisches Land- und Stadtgericht mit Sitz in Bromberg.

## Geschichte
Nach dem Ende der Franzosenzeit wurde die der französische Gerichtsorganisation entsprechende Gerichtsorganisation im Herzogtum Warschau 1815 zunächst von Preußen übernommen. Das Friedensgericht Bromberg wurde fortgeführt und dem Landgericht Bromberg zugeordnet. 1834 wurde die Gerichtsorganisation geändert und einheitlich Land- und Stadtgerichte gebildet. In dem Sprengel des neu geschaffenen Oberlandesgerichtes Bromberg bestanden 9 dieser Gerichte, darunter das Land- und Stadtgericht Bromberg.
Das Land- und Stadtgericht Bromberg war für den Kreis Bromberg zuständig. Dazu gehörten die Städte Bromberg mit 7390 Einwohnern (1838), Fordon mit 2084 Einwohnern, Koronowo mit 2581 Einwohnern und Schulitz mit 509 Einwohnern sowie 322 Dorfschaften mit 31.975 Einwohnern. Zusammen gab es damit 44.539 Gerichtseingesessene. Gerichtstage wurden in Koronowo gehalten.
Am Gericht waren ein Direktor, sieben Richter, zehn Subalterne und sieben Unterbeamte beschäftigt. Es war damit ein Land- und Stadtgericht 1. Klasse. Diese wirkten bei wesentlichen Fällen als Kollegialorgan.
1849 wurden die Land- und Stadtgerichte aufgelöst und durch Kreisgerichte ersetzt. Damit entstand das Kreisgericht Bromberg im Sprengel des Appellationsgerichts Bromberg.